# Enicospilus rechingeri
Enicospilus rechingeri är en stekelart som först beskrevs av Kohl 1908.  Enicospilus rechingeri ingår i släktet Enicospilus och familjen brokparasitsteklar. Inga underarter finns listade i Catalogue of Life.